# Домб'є (Сандомирський повіт)
Домб'є (пол. Dąbie) — село в Польщі, у гміні Завихост Сандомирського повіту Свентокшиського воєводства.
Населення — 95 осіб (2011).
У 1975-1998 роках село належало до Тарнобжезького воєводства.

## Демографія
Демографічна структура на день 31 березня 2011 року:
|          | Загалом | Допрацездатний вік | Працездатний вік | Постпрацездатний вік |
| -------- | ------- | ------------------ | ---------------- | -------------------- |
| Чоловіки | 43      | 8                  | 28               | 7                    |
| Жінки    | 52      | 10                 | 30               | 12                   |
| Разом    | 95      | 18                 | 58               | 19                   |